# Палата финансија у Зрењанину
Палата финансија у Зрењанину, данас зграда Народног музеја, саграђена 1893. године, у строгом центру града, у оквиру Старог градског језгра, као Просторно културно-историјске целине од великог значаја.
Двоспратна грађевина је саграђена по пројекту пештанског архитекте Иштвана Kиша, са прочељем, окренутим Франц Јозеф тргу, данашњем Тргу слободе. Основа грађевине је неправилног ћириличног слова „П” тако да је, затворивши парцелу са три стране, формирала унутрашње двориште, атријум. На плитком, централно постављеном ризалиту у висини првог спрата пројектује балкон на снажним конзолама, док између пет полукружно завршених прозора другог спрата поставља слободностојеће скулптуре, алегорије успона Великог Бечкерека крајем 19. века. Скулптуре, рађене у вештачком камену, представљају ликове младића, готово дечака у грациозним ставовима контрапоста. Својим ренесансним духом потпуно се уклапају у декор архитектонске опне за коју су везани. Захваљујући атрибутима које носе у рукама читамо их као симболе земљорадње, индустрије, занатства и науке.
Рестаураторски радови су рађени после снажног невремена које је погодило Зрењанин августа месеца 2003. године, када су знатно оштећни прозори и кров зграде. Хитно су предузети сви неопходни радови како би се заштитила стална поставка музејских предмета. Изведени су обимни рестаураторски радови на обнови крова, фасаде и оштећених скулптура. Тада је урађена и ревитализација приземног дела музеја, када је тај простор претворен у атрактиван и савремен изложбени салон. Том приликом урађени су нови дрвени портали по узору на оригиналне, по мерама Покрајинског завода за заштиту споменика културе из Новог Сада.

## Галерија
- Изградња Финансијске палате 1893. године
- Поглед на зграду са Малог моста
- Украси на фасади